# Saint-Aignan (Loir-et-Cher)
Saint-Aignan è un comune francese di 3 342 abitanti situato nel dipartimento del Loir-et-Cher nella regione del Centro-Valle della Loira.

## Società

### Evoluzione demografica
Abitanti censiti